# Cromosoma (productora)
Cromosoma va ser una productora independent nascuda a Barcelona el 1988 de mans d'Oriol Ivern i Ibàñez, la seva esposa Eulàlia Cirera i un grup reduït de persones. La sèrie amb més repercussió de l'empresa va ser la sèrie de dibuixos animats Les Tres Bessones, a partir de l'obra de Roser Capdevila. L'empresa va patir greus dificultats econòmiques que es van agreujar amb la mort del seu fundador Oriol Ivern el juny de 2012. El gener de 2013 la productora es va declarar en concurs de creditors voluntari i acomiadà la plantilla. El setembre de 2011-2020 una jutge de Barcelona va condemnar la productora retornar els originals de Les tres bessones i a indemnitzar amb 400.000 euros a Roser Capdevila, per un abús de confiança al registrar com a pròpies les creacions sense el coneixement de l'autora.

## Produccions
- Les Magilletres (1997, sèrie d'animació). Produïda per Cromosoma, Full Animation, Roser Burgués Ventura, Televisió de Catalunya. Dirigida per David Cid, Baltasar Pedrosa Clavero. Sèrie destinada a un públic infantil amb la qual es pretén familiaritzar el nen amb totes les lletres de l'abecedari, afavorint així la seva introducció al món de la lectoescriptura.[4][5]
- Pimpa (1998, sèrie d'animació). Produïda per Cromosoma, France 3 (França), Quipos (Itàlia), RAI Fiction (Itàlia), Storimages (França). Dirigida per Enzo d'Alò. Una gossa que es comporta com una nena és amiga i viu aventures amb altres animals i objectes.[5]
- Poco Poco i els esports (2000, sèrie d'animació). Produïda per Cromosoma. Dirigida per Jordi Muray. Mostra una gran varietats d'esports.[5]
- Juanito Jones (2001, sèrie d'animació). Produïda per Cromosoma, Megatrix, Your Family Entertainment AG (Alemanya). Digirida per Baltasar Pedrosa. Ensenya als nens com resoldre els problemes diaris amb mètodes no violentis i confiant en el seu enginy. La mare del protagonista és mexicana i el pare africà. Tingué una bona acollida al mercat llatinoamericà.[5]
- Miniman (2001, sèrie d'animació). Produïda per Cromosoma. Dirigida per Baltasar Pedrosa. Superhereoi extraterrestre infantil educat per insectes, ajuda als humans més petits a resoldre els seus problemes.[5]
- Motel Spaghetti (2001, sèrie d'animació). Produïda per Cromosoma. Dirigida per Fernando de Felipe. Un grup de joves viuen experiències habituals.[5]
- Les tres bessones i Gaudí (2002, llargmetratge d'animació). Produïda per Cromosoma. Dirigida per Jordi Valbuena, Ernest Agulló. Les tres bessones fan recuperar a Gaudí l'entusiasme creatiu.[5]
- Asha, la filla del Ganges (2003, documental de televisió). Produïda per Orbita Max, Cromosoma, Pontas Films, Televisió de Catalunya. Dirigida per Jordi Llompart. Inspirat en l'experiència d'Asha Miró quan és adoptada per una família catalana i torna a la terra on va néixer.[5]
- Les Tres Bessones (1994, sèrie d'animació). Produïda per Cromosoma. Dirigida per Jordi Valbuena. Sèrie basada en els dibuixos i les històries creades el 1983 per Roser Capdevila sobre les seves filles, i dirigida a un públic de 4 a 10 anys. A cada episodi cada bessona fa alguna cosa malament i com a càstic la Bruixa Avorrida les envia a un conte de fades, una història clàssica o al passat, perquè visquin aventures al costat de famosos personatges històrics.[5]
- Els contes contats de les tres bessones (2005, sèrie d'animació). Produït per Cromosoma i Televisió de Catalunya. Dirigit per Toni Hernández. Els contes de les tres bessones explicats en anglès.[5]
- Les tres bessones i l'enigma del Quixot (2005, llargmetratge d'animació). Produït per Cromosoma i Televisió de Catalunya. Dirigit per Maria Gol, Jordi Valbuena. Les tres bessones han de trobar un capítol desaparegut del Quixot.[5]
- 3BB Las tres Mellizas bebés (2006, sèrie d'animació). Produït per Cromosoma i Televisió de Catalunya. Dirigit per Jordi Muray, Maria Gol. Spin-off de les tres bessones amb petits fets de la vida quotidiana.[5]
- Tom (sèrie d'animació) (2006, sèrie d'animació). Produït per Cromosoma, EBU (Suïssa), Norma Editorial, Televisió Espanyola - TVE. Dirigit per Ernest Agulló. Un dinosaure viatja per tot el món per ajudar els humans.[5]
- Asha (sèrie d'animació) (2008, sèrie d'animació). Produït per Cromosoma (majoritària), Fundació Jaume Bofill, Pontas Films (financera), Televisió de Catalunya (financera), Televisió Espanyola - TVE (financera). Dirigit per Jordi Muray. Un grup d'amics viuen aventures.[5]
- Sweestersː virtual room (2008, sèrie d'animació). Produït per Eddadesign, Cromosoma, i Televisió de Catalunya. Dirigit per Carles Salas i Daniel González. Tres germanes es diuen en un xat virtual el que no s'atreveixen a dir-se a la cara.[5]
- La nit que va morir l'Elvis (2009, llargmetratge de ficció). Produït per Enunai Produccions (majoritària), Cromosoma (associada) i Televisió de Catalunya (associada). Dirigit per Oriol Ferrer. A un home solitari es dedica a emprovar-se coses li canvia la vida les obres per a fer una urbanització a Montserrat.[5]
- Revolución, toma 2, retorno a los escenarios (2009, documental de televisió). Produït per Cromosoma (majoritària), Televisió de Catalunya, Ceská Televize (República Txeca, minoritària). Dirigit per Carles Bosch. Carles Bosch viatja a la República Txeca per a reflexionar sobre si la revolució ha valgut la pena.[5]
- ¡Bravaǃ Victoria (2010, documental de televisió). Produït per Cromosoma (majoritària), Televisió de Catalunya (minoritària). Dirigit per María Gorgues. Un retrat de la soprano barcelonina Victòria dels Àngels, que morí el 2005.[5]
- Bicicleta, cullera, poma (2010, llargmetratge documental). Produït per Cromosoma (majoritària), Televisió de Catalunya (associada), XTVL Xarxa de Televisions Locals, Televisió Espanyola - TVE. Dirigit per Carles Bosch. Documental sobre l'alzheimer que amb Pasqual Maragall com a fil conductor.[5]
- Caracremada (2010, llargmetratge de ficció). Produït per Mallerich Films Paco Poch (majoritària), Associació cultural Passos Llargs (associada), Cromosoma (minoritària). Dirigit per Lluís Galter. Reflexió sobre la resistència al règim de Franco a través de l'últim guerriller en actiu, Ramon Vila.[5]
- El Papus, anatomy of a terrorist attack (2010, documental de televisió). Produït per Cromosoma. Dirigit per David Fernández de Castro. Documental sobre la revista satírica que va patir un atemptat.[5]
- Miquel Batllori, la agudeza de un sabio (2010, documental de televisió). Produït per Cromosoma, Caixach Audiovisual i Televisió de Catalunya. Dirigit per Francesc Llobet. Documental sobre un defensor de la llengua i cultura catalanes.[5]
- Arrugues (2011, llargmetratge d'animació). Produït per Cromosoma, Perro Verde Films i Televisió de Galícia. Dirigit per Ignacio Ferreras. Dos homes grans viuen amb humor els seus últims dies en un geriàtric.[5]
- Bajarí (2012, llargmetratge documental). Produït per Lastor Media, Cromosoma i Televisió de Catalunya. Dirigit per Eva Vila. Documental sobre els talents joves del flamenc i la rumba.[5]
- Mixels Catalunya(2020, llargmetratge documental). Produït per Lastor Media, Cromosoma i Televisió de Catalunya. Dirigit per Eva Vila. Documental sobre els talents joves del flamenc i la rumba

## Reconeixements
- L'any 2003, Cromosoma va rebre el Premi Nacional de Televisió.[2]
- El 2006 la Generalitat li va concedir la Medalla i Placa President Macià.[2]
- Bicicleta, cullera, poma - Gaudí a la millor pel·lícula documental (2011)
- Bicicleta, cullera, poma - Goya al millor documental (2011)
- El 2012 es va emportar dos premis Goya en les categories de Millor guió adaptat i Millor pel·lícula d'animació, per la seva coproducció 'Arrugues', sobre la tercera edat i la batalla contra l'alzheimer.[2]